# Port lotniczy Laduani
Port lotniczy Laduani (IATA LDO) – port lotniczy zlokalizowany w miejscowości Laduani, w Surinamie.